# Подболотье (Рязанская область)
Подболотье — село в Пителинском районе Рязанской области. Входит в Пеньковское сельское поселение.

## География
Находится в северо-восточной части Рязанской области на расстоянии приблизительно 9 км на юго-восток по прямой от районного центра поселка Пителино.

## История
Известно, что в 1838 году здесь была построена деревянная Предтечинская церковь (не сохранилась). В 1862 году здесь (тогда село Елатомского уезда Тамбовской губернии) было учтено 63 двора.

## Население
Численность населения: 698 человек (1862 год), 919 (1914), 155 в 2002 году (русские 94 %), 130 в 2010.